# Condado de Płock
Condado de Płock (polaco: powiat płocki) é um powiat (condado) da Polónia, na voivodia de Mazóvia. A sede do condado é a cidade de Płock. Estende-se por uma área de 1798,71 km², com 106 455 habitantes, segundo os censos de 2006, com uma densidade 59,18 hab/km².

## Divisões admistrativas
O condado possui:
Comunas urbana-rurais: Drobin, Gąbin, Wyszogród
Comunas rurais: Bielsk, Bodzanów, Brudzeń Duży, Bulkowo, Łąck, Mała Wieś, Nowy Duninów, Radzanowo, Słubice, Słupno, Stara Biała, Staroźreby

## Demografia
População (dados de 30 de Junho de 2005):
|          | Total   | Total | Mulheres | Mulheres | Homens  | Homens |
| -------- | ------- | ----- | -------- | -------- | ------- | ------ |
|          | pessoas | %     | pessoas  | %        | pessoas | %      |
| Total    | 106 067 | 100   | 53 389   | 50,3     | 52 678  | 49,7   |
| Cidades  | 9925    | 100   | 5169     | 52,1     | 4756    | 47,9   |
| Povoados | 96 142  | 100   | 48 220   | 50,2     | 47 922  | 49,8   |